# Wiktor Szeliński
Wiktor Andrzej Szeliński (do 1946 r. Wiktor Erwin Krauze) ps. „Andrzej Pol” (ur. 22 marca 1921 w Warszawie, zm. 17 lipca 1984 tamże) – harcmistrz, podporucznik Armii Krajowej, żołnierz batalionu „Zośka”, powstaniec warszawski.

## Lata młodzieńcze
Syn Zygmunta Krauzego, oficera rezerwy Armii Rosyjskiej, a następnie Wojska Polskiego oraz Anny z domu Szelińskiej. Brat Ireny Krauze-Wyczańskiej ps. „Ika”, łączniczki 2. kompanii batalionu „Zośka”. Wychowywał się na warszawskim Grochowie, gdzie rodzina Szelińskich prowadziła Wytwórnię Blach Dziurkowanych „Sito”. Uczył się w Gimnazjum Zboru Ewangelicko-Augsburskiego im. Mikołaja Reja oraz w Miejskim Gimnazjum i Liceum im. T. Niklewskiego. Jako dziewięciolatek wstąpił do 8. Warszawskiej Drużyny Harcerskiej im. gen. Kazimierza Pułaskiego.

## II wojna światowa
Wybuch wojny zastał go na Lubelszczyźnie. Dostał się do Samodzielnej Grupy Operacyjnej „Polesie” gen. Franciszka Kleeberga. Do Warszawy dotarł w październiku i podjął naukę na tajnych kompletach. W 1940 roku podjął studia w Państwowej Wyższej Szkole Budowy Maszyn i Elektrotechniki im. H. Wawelberga i S. Rotwanda w Warszawie. W tym samym roku zaczął działać w konspiracji. Był w grupie dowodzonej przez Mieczysława Słonia ps. „Jurand”. Wraz z całą praską drużyną dołączył do Szarych Szeregów. Należał do Organizacji Małego Sabotażu „Wawer”. Był zastępcą komendanta Hufca Centrum Praga. Ukończył Szkołę Podchorążych Rezerwy Piechoty „Agricola”. W październiku 1943 roku, po aresztowaniu Mieczysława Słonia, objął prowadzenie Hufca Praga Bojowych Szkół. Po zmianie organizacyjnej Chorągwi Warszawskiej w 1944 r. mianowany został na komendanta Bloku „Bazylika”. Odszedł z „Bazyliki” do nowo utworzonych Grup Szturmowych, które weszły w skład 3. kompanii batalionu „Zośka” i został zastępcą Jana Wuttke

W powstaniu warszawskim jako adiutant w 3. kompanii Władysława Cieplaka „Giewonta” przeszedł cały bojowy szlak batalionu. Piątego września 1944 r. poślubił sanitariuszkę Zofię Jarkowską. Po upadku walk na Czerniakowie wraz z żoną, innymi żołnierzami oraz łączniczkami próbował dostać się do Śródmieścia. Podczas tej próby zginęła jego żona, trafiona odłamkiem pocisku w głowę. Sam dostał się do niemieckiej niewoli. Został wysłany do obozu przejściowego w Pruszkowie, lecz uciekł z transportu. Skrył się u rodziny w Sochaczewie, następnie wyjechał do Krakowa.

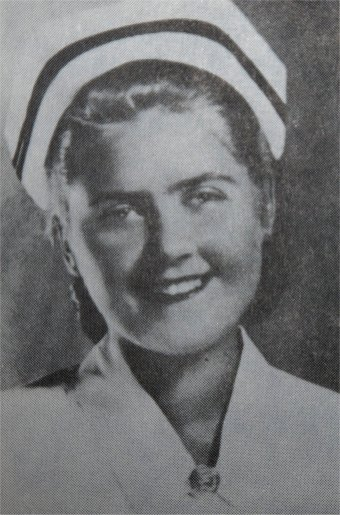
Powstańcza żona Wiktora Szelińskiego - Zosia

## Lata powojenne

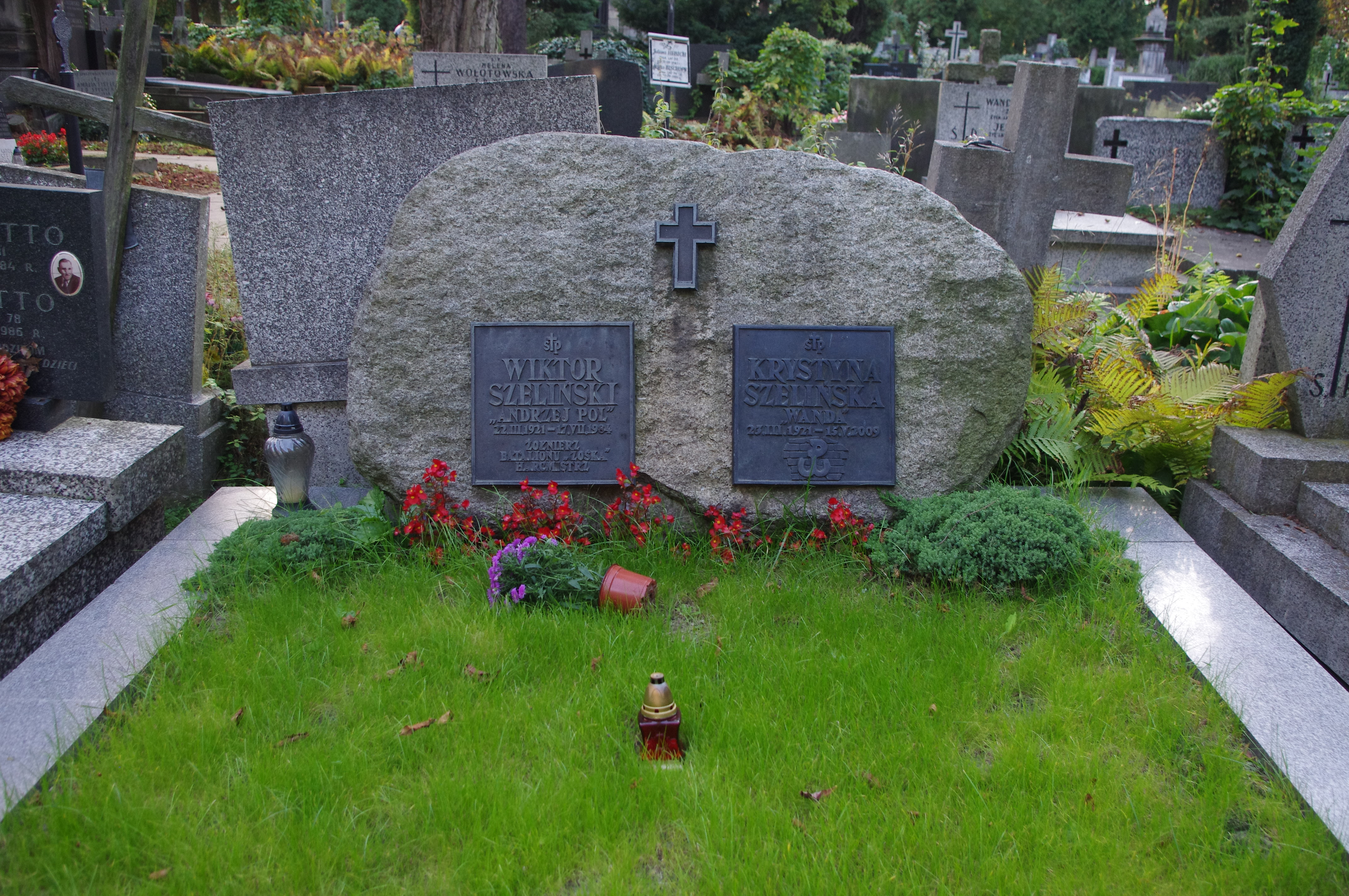
Grób harcmistrza Wiktora Szelińskiego na Cmentarzu ewangelicko-augsburskim w Warszawie

Od 1945 r. przebywał w Gdańsku, gdzie przez rok pracował w Wydziale Transportu Spółdzielni Zaopatrzenia Pracowników Biura Odbudowy Portów „Dźwig”. W drugiej połowie 1946 r. zmienił nazwisko na Wiktor Andrzej Szeliński. 
Na Pomorzu zaangażował się w działalność harcerską. Od 1945 do 1946 r. był komendantem Hufca Harcerskiego Gdańsk-Rejon, a w latach 1946-1947 zastępcą komendanta i kierownikiem Wydziału Organizacyjnego Komendy Chorągwi Gdańsko-Morskiej. W 1947 r. uległ poważnemu wypadkowi samochodowemu, po którym nie odzyskał pełni zdrowia.
W 1950 r. przeprowadził się do Warszawy, gdzie został kierownikiem nadzoru w Dyrekcji Technicznej Polskich Zakładów Zbożowych. Jako specjalista przemysłu zbożowo-młynarskiego zajmował stanowiska:
- głównego inżyniera Państwowego Przedsiębiorstwa „Spichrze Zbożowe”
- naczelnika Wydziału Inwestycji
- głównego specjalisty w Centrali Przemysłu Zbożowo-Młynarskiego.

Od października 1956 r. znów działał w harcerstwie. Szkolił kadry Chorągwi Warszawskiej, współpracował z Hufcem Warszawa-Mokotów. Od 1980 r. należał do Komisji Środowiskowej Szarych Szeregów przy Państwowym Archiwum m.st. Warszawy. Prowadził dokumentację oraz organizował spotkania „Zośkowców”. W 1984 r. uległ kolejnemu wypadkowi samochodowemu, który odnowił obrażenia odniesione 37 lat wcześniej.
Zmarł 17 lipca 1984 roku. Pochowany w Warszawie na Cmentarzu Ewangelicko-Augsburskim (aleja 59b, miejsce 4).